# S-Video
Separated-Video, también conocido como S-Video o Y/C, es un tipo de señal analógica de vídeo. 
Es erróneamente conocido como Super-Video, y tampoco se debe confundir con el término S-VHS (Super Video Home System) que es un formato de grabación en cinta (videocinta).
La señal S-Video tiene más calidad que la del vídeo compuesto, ya que el televisor dispone por separado de la información de brillo y color, mientras que en el vídeo compuesto estas informaciones se encuentran juntas. Esta separación hace que el cable S-Video tenga más ancho de banda para la luminancia y consiga más trabajo efectivo del decodificador de crominancia. Cuando las computadores portátiles incluían este puerto, se conectaba a un televisor mediante su cable respectivo. Esto hace que el televisor reproduzca automáticamente todo lo que muestra la pantalla del computador. S-Video soporta una resolución de video de definición estándar que puede ser 480i o 576i.

## Funcionamiento
La señal de luminancia (Y) y la crominancia (C) moduladas como onda subportadora son llevadas por dos pares señal/tierra sincronizados. Debido a esto, S-Video es considerado como una señal de vídeo con sus componentes separadas y se suele transmitir mediante dos cables coaxiales, no confundir con video componentes o YPbPR.
En el vídeo compuesto, la señal de luminancia pasa por un filtro paso bajo para evitar la diafonía entre la información de luminancia (de alta frecuencia) y la del color. En cambio, S-Video separa las dos, por lo que el filtro paso bajo no es necesario. Esto aumenta el ancho de banda disponible para la información de luminancia, y reduce el problema de diafonía con el color.
Por ello, la luminancia en S-Video funciona visiblemente mejor que en vídeo compuesto, y la crominancia —con poca diafonía— también se nota algo mejor.
Como desventaja, el usar cables separados facilita las interferencias mutuas, sobre todo en longitudes largas de cable.
La señal de S-Video tiende a degradarse considerablemente cuando se transmite más de 5 metros (si se usa un cable de mala calidad).

## Conector

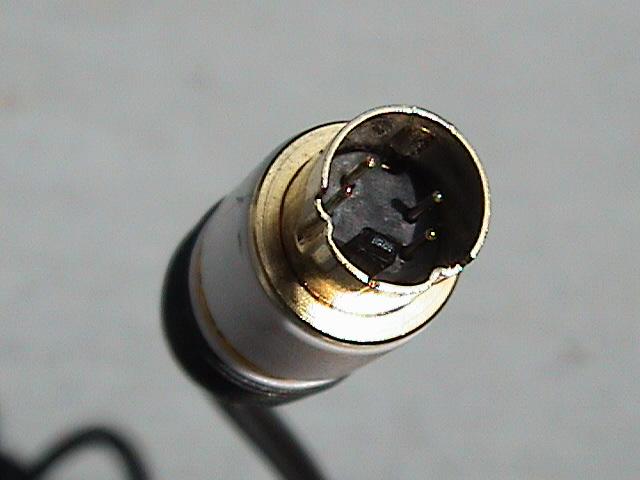
Un conector Mini-DIN 4 para la señal S-Video usado en algunos dispositivos audiovisuales.

La señal S-Video se suele transportar mediante cables con conector mini-DIN de 4 pines con una impedancia de 75 ohms. También son comunes los mini-DIN de 7 pines.
Los pins del conector pueden doblarse fácilmente, pero esto no suele ser un problema si el cable se inserta correctamente. Si alguno se dobla, puede haber interferencias, pérdidas de color, o pérdida total de la señal.
Antes de que el conector mini-DIN se extendiera, se usaban muchos tipos distintos de conectores para transportar la señal S-Video. Por ejemplo, el Commodore 64 (computadora de los años 1980), fue uno de los primeros dispositivos que ofrecían salida S-Video. Lo hacía a través de un cable con conector DIN de 8 pines en el extremo de la computadora, pero con un par de conectores RCA en el lado del monitor.
Hoy en día, la señal S-Video también se puede transferir mediante euroconector (SCART), aunque para esto hace falta que el aparato reconozca S-Video (que no es parte del estándar SCART). Por ejemplo, un reproductor de vídeo que tiene conector SCART puede no soportar S-Video, de forma que si se le conecta una señal S-Video mediante el euroconector, sólo se recibirá la señal en blanco y negro.
El conector mini-DIN de 4 pins es idéntico al que se usaba en el Apple Desktop Bus (ahora obsoleto). Por tanto, se puede usar estos cables ADB como sustitutos, aunque la calidad puede no ser igual de buena.

## Usos
S-Video se usaba a menudo en televisores CRT, en sus los últimos modelos, reproductores de DVD, grabadores de video, y videoconsolas. Muchas tarjetas gráficas y tarjetas sintonizadoras de TV también tenían, respectivamente, salida y entrada de S-Video.
También era muy común encontrar el conector S-Video en computadoras portátiles.